# Varronia
Genre
Classification phylogénétique
Classification APG IV (2016)
Synonymes
Selon GBIF (15 mai 2022) :
- Montjolya Friesen
- Piloisia Raf.
- Topiaris Raf.
- Ulmarronia Friesen
- Varroniopsis Friesen

Varronia est un genre d'arbustes et d'arbres de la famille des Cordiaceae (anciennement inclus dans genre Cordia, et dans la famille des Boraginaceae), comptant environ 163-245 espèces, et dont l'espèce type est Varronia corymbosa Desv.. Environ 300 espèces originaires des Amériques tropicales et tempérées chaudes (de l'Arizona à l'Argentine).

## Protologue
En 1756, le botaniste Patrick Browne propose le protologue suivant : 
« VARRONIA (a) i . Fruticoſa foliis rugoſis ovatis ſubhirſutis ſerratis alternis, capitulis ſubrotundis. Tab. 13. f. 2.
Lantana Foliis alternis floribus corimboſis. L. Sp. Pl. alternis.
Periclimenum Rectum, &c. foliis alternatum ſitis. Slo. Cat. 164. & H, t. 194 

The round ſpiked Varronia
Receptaculum. - Commune ſimplex in caput ſtinctum colligit fiores ſepiles.
Periantium. - Monopbyllum campanulatum perſiſtens ; limbus in quinque lacinias tenuiſſimas, longas reflexas vel intortas diviſus.
Corolla. - Monopetala tubulato-campanulata, limbus quinquecrenatus fimbriatus.
Stamina. - Filamenta quinque inferne tubo corollæ ad medietatem adnata Corollâ breviora, antheræ ſagittatæ
Piſtillum. - Germen ovatum liberum in fundo calicis ſitum, ſtilus ſimplex longitudine fere ſtam ; ſtigmata quatuor oblonga erecto-patentia ab apice ſtili aſſurgentia.
Pericarpium. - Bacca ovata ſucculenta bilocularis calice ſuffalta.

Semina. - Nucleoſi ſubrotundi ſolitarii biloculares, biſpermes. »
— Patrick Browne, 1756.

## Liste d'espèces
Selon GBIF (15 mai 2022) :
- Varronia acunae Moldenke
- Varronia acuta (Pittier) Borhidi
- Varronia alnifolia Hornem.
- Varronia ambigua (Cham. & Schltdl.) Borhidi
- Varronia anderssonii (Gürke) Borhidi
- Varronia andreana (J.Estrada) J.S.Mill.
- Varronia anisodonta (Urb.) Borhidi
- Varronia areolata (Urb.) Friesen
- Varronia badaeva (Urb. & Ekman) Borhidi
- Varronia bahamensis (Urb.) Millsp.
- Varronia baracoensis (Urb.) Borhidi
- Varronia barahonensis (Urb.) Friesen
- Varronia bellonis (Urb.) Britton
- Varronia bifurcata (Roem. & Schult.) Borhidi
- Varronia bombardensis (Urb. & Ekman) Borhidi
- Varronia bonplandii Desv.
- Varronia bracelinae (I.M.Johnst.) Borhidi
- Varronia braceliniae (I.M.Johnst.) Borhidi
- Varronia bridgesii Friesen
- Varronia brittonii Millsp.
- Varronia brownei (Friesen) Borhidi
- Varronia buddlejoides (Rusby) J.S.Mill.
- Varronia buddleoides (Rusby) J.S.Mill.
- Varronia bullata L.
- Varronia bullulata (Killip ex J.Estrada & García-Barr.) J.S.Mill.
- Varronia calcicola (Urb.) Borhidi
- Varronia calocephala (Cham.) Friesen
- Varronia campestris (Warm) Borhidi
- Varronia caput-medusae (Taub.) Friesen
- Varronia chabrensis (Urb. & Ekman) Borhidi
- Varronia chamaedryoides Willd. ex Roem. & Schult.
- Varronia cinerascens (A.DC.) Borhidi
- Varronia clarendonensis Britton & Friesen
- Varronia claviceps (Urb. & Ekman) Borhidi
- Varronia corallicola (Urb.) Borhidi
- Varronia corchorifolia (DC.) Borhidi
- Varronia cremersii (Feuillet) Feuillet
- Varronia crenata Ruiz & Pav.
- Varronia curassavica Jacq.
- Varronia curassavica Vell., 1829
- Varronia cylindrostachya Ruiz & Pav.
  - Lithocardium cylindrostachyum var. cinerascens Kuntze, 1891
  - Lithocardium cylindrostachyum var. cylindrostachyum 
  - Lithocardium cylindrostachyum var. platyphyllum Kuntze, 1891
- Varronia dardani (Taroda) J.S.Mill.
- Varronia dependens (Urb. & Ekman) Borhidi
- Varronia dichotoma Ruiz & Pav.
- Varronia divaricata (Kunth) Borhidi
- Varronia duartei (Borhidi & O.Muñiz) Borhidi
- Varronia eggersii (K.Krause) J.S.Mill.
- Varronia erythrococca (Griseb.) Moldenke
- Varronia ewanii (Killip) Borhidi
- Varronia exarata (Urb.) Borhidi
- Varronia fasciata (Leonard & Alain) Borhidi
- Varronia fasciculata (Urb. & Ekman) Borhidi
- Varronia foliosa (M.Martens & Galeotti) Borhidi
- Varronia fuertesii (J.Estrada) T.S.Silva & J.I.M.Melo
- Varronia gibberosa (Urb. & Ekman) Borhidi
- Varronia glandulosa (Fresen.) Borhidi
- Varronia globosa Jacq.
- Varronia globosa Vell.
- Varronia gonavensis Borhidi
- Varronia grandiflora Desv.
- Varronia grisebachii (Urb.) Moldenke
- Varronia guanacastensis (Standl.) J.S.Mill.
- Varronia guaranitica (Chodat & Hassl.) J.S.Mill.
- Varronia guazumifolia Desv.
- Varronia haitiensis (Urb.) Borhidi
- Varronia haitiensis Urb.
- Varronia harleyi (Taroda) J.S.Mill.
- Varronia holguinensis (Borhidi & O.Muñiz) Borhidi
- Varronia iberica (Urb.) Borhidi
- Varronia inermis (Mill.) Borhidi
- Varronia integrifolia Desv.
- Varronia intonsa (I.M.Johnst.) J.S.Mill.
- Varronia intricata (Wright) Borhidi
- Varronia jamaicensis (I.M.Johnst.) Borhidi
- Varronia java Andersson
- Varronia jeremiensis (Urb. & Ekman) Borhidi
- Varronia johnstoniana J.I.M.Melo & D.D.Vieira
- Varronia krauseana (Killip) J.S.Mill.
- Varronia lamprophylla (Urb.) Borhidi
- Varronia lanceolata (Desv.) Borhidi
- Varronia lantanifolia J.S.Mill. & J.R.I.Wood
- Varronia lauta (I.M.Johnst.) J.S.Mill.
- Varronia lenis (Alain) Borhidi
- Varronia leptoclada Millsp.
- Varronia leucocephala (Moric.) J.S.Mill.
- Varronia leucomalla (Taub.) Borhidi
- Varronia leucomalloides (Taroda) J.S.Mill.
- Varronia leucophlyctis (Hook.fil.) Andersson
- Varronia lima Desv.
- Varronia limicola (Brandegee) Friesen
- Varronia linnaei (Stearn) J.S.Mill.
- Varronia lippioides (I.M.Johnst.) J.S.Mill.
- Varronia longipedunculata Britton & P.Wilson
- Varronia lucayana Millsp.
- Varronia macrocephala Desv.
- Varronia macrodonta (Killip) J.S.Mill.
- Varronia mariana E.C.O.Chagas & Costa-Lima
- Varronia marioniae (Feuillet) Feuillet
- Varronia martinicensis Jacq.
- Varronia martintiscensis Crantz, 1766
- Varronia mayoi (Taroda) M.Stapf
- Varronia microcephala (Willd. ex Roem. & Schult.) Borhidi
- Varronia microphylla Desv.
- Varronia moensis Moldenke
- Varronia mollis Desf.
- Varronia mollissima (Killip) Borhidi
- Varronia monosperma Jacq.
- Varronia multicapitata (Britton ex Rusby) J.S.Mill.
- Varronia multispicata (Cham.) Borhidi
- Varronia munda (I.M.Johnst.) J.S.Mill.
- Varronia nashii (Urb. & Britton) Borhidi
- Varronia neowediana (DC.) Borhidi
- Varronia nesophila (I.M.Johnst.) Borhidi
- Varronia nipensis (Urb. & Ekman) Borhidi
- Varronia nivea (Fresen.) Borhidi
- Varronia oaxacana (DC.) Friesen
- Varronia oligodonta (Urb.) Borhidi
- Varronia paraguariensis (Chodat & Hassl.) Borhidi
- Varronia parviflora (Ortega) Borhidi
- Varronia paucidentata (Fresen.) Friesen
- Varronia pedunculosa (Griseb.) Borhidi
- Varronia perroyana (Urb. & Ekman) Borhidi
- Varronia peruviana (Roem. & Schult.) Borhidi
- Varronia picardae (Urb.) Borhidi
- Varronia podocephala (Torr.) Borhidi
- Varronia poliophylla (Fresen.) Borhidi
- Varronia polycephala Lam.
- Varronia polystachya (Kunth) Borhidi
- Varronia polystachys (Kunth) Borhidi
- Varronia portoricensis (Spreng.) Feuillet
- Varronia ramirezii (J.Estrada) T.S.Silva & J.I.M.Melo
- Varronia revoluta (Hook.fil.) Andersson
- Varronia roraimae (I.M.Johnst.) J.S.Mill.
- Varronia rosei (Killip) Borhidi
- Varronia rupicola (Urb.) Britton
- Varronia salviifolia (Juss. ex Poir.) Borhidi
- Varronia sangrinaria (Gaviria) J.S.Mill.
- Varronia sauvallei (Urb.) Borhidi
- Varronia schomburgkii (DC.) Borhidi
- Varronia scouleri (Hook.fil.) Borhidi
- Varronia selleana (Urb.) Friesen
- Varronia serrata (L.) Borhidi
- Varronia serratifolia (Kunth) T.S.Silva
- Varronia sessilifolia (Cham.) Borhidi
- Varronia setigera (I.M.Johnst.) J.S.Mill.
- Varronia shaferi Britton
- Varronia spinescens (L.) Borhidi
- Varronia stellata (Greenm.) Borhidi
- Varronia stenostachya (Killip ex Gaviria) J.S.Mill.
- Varronia steyermarkii (Gaviria) J.S.Mill.
- Varronia striata (Fresen.) Borhidi
- Varronia subtruncata (Rusby) Friesen
- Varronia suffruticosa (Borhidi) Borhidi
- Varronia tarodaea J.S.Mill.
- Varronia toaensis (Borhidi & O.Muñiz) Borhidi
- Varronia truncata (Fresen.) Borhidi
- Varronia urticifolia (Cham.) J.S.Mill.
- Varronia utermarkiana (Borhidi) Borhidi
- Varronia vargasii J.S.Mill.
- Varronia vasqueziana J.S.Mill.
- Varronia villicaulis (Fresen.) Borhidi
- Varronia wagnerorum (R.A.Howard) Borhidi
- Varronia xinguana T.S.Silva & J.I.M.Melo

Selon Tropicos (11 mai 2022) (Attention liste brute contenant possiblement des synonymes) :
- Varronia abyssinica (R. Br.) DC., 1845
- Varronia acunae Moldenke, 1946
- Varronia acuta (Pittier) Borhidi, 1988
- Varronia alba Jacq., 1760
- Varronia alnifolia Cav., 1803
- Varronia alnifolia Hornem., 1813
- Varronia ambigua (Schltdl. & Cham.) Borhidi, 1988
- Varronia anderssonii (Kuntze) Borhidi, 1988
- Varronia andreana (J. Estrada) J.S. Mill., 2007
- Varronia angustifolia H. West, 1793
- Varronia anisodonta (Urb.) Borhidi, 1988
- Varronia areolata (Urb.) Friesen, 1933
- Varronia asperrima (DC.) Friesen, 1933
- Varronia asterophora (Mart. ex Fresen.) Borhidi, 1988
- Varronia asterothrix (Killip) Borhidi, 1988
- Varronia aubletii (DC.) Borhidi, 1988
- Varronia axillaris (I.M. Johnst.) Borhidi, 1988
- Varronia badeava (Urb. & Ekman) Borhidi, 1988
- Varronia bahamensis (Urb.) Millsp., 1909
- Varronia bahiensis (DC.) Borhidi, 1988
- Varronia baracoensis (Urb.) Borhidi, 1988
- Varronia barahonensis (Urb.) Friesen, 1933
- Varronia bellonis (Urb.) Britton, 1925
- Varronia bifurcata (Roem. & Schult.) Borhidi, 1988
- Varronia bifurcata (Roem. & Schult.) Feuillet, 2012
- Varronia boliviana (Gand.) Borhidi, 1988
- Varronia bombardensis (Urb. & Ekman) Borhidi, 1988
- Varronia bonplandii Desv., 1808
- Varronia braceliniae (I.M. Johnst.) Borhidi, 1988
- Varronia brevispicata (M. Martens & Galeotti) Borhidi, 1988
- Varronia bridgesi Friesen, 1933
- Varronia brittonii Millsp., 1909
- Varronia brownei (Friesen) Borhidi, 1988
- Varronia buddleoides (Rusby) J.S. Mill., 2007
- Varronia bullata L., 1759
- Varronia bullulata (Killip ex J. Estrada & García-Barr.) J.S. Mill., 2007
- Varronia calcicola (Urb.) Borhidi, 1988
- Varronia calocephala (Cham.) Friesen, 1933
- Varronia calyptrata (Bertero ex Spreng.) DC., 1845
- Varronia campestris (Warm.) Borhidi, 1988
- Varronia cana (M. Martens & Galeotti) Borhidi, 1988
- Varronia canescens (Kunth) Borhidi, 1988
- Varronia canescens Andersson, 1854
- Varronia caput-medusae (Taub.) Friesen, 1933
- Varronia caracasana (DC.) Borhidi, 1988
- Varronia chabrensis (Urb. & Ekman) Borhidi, 1988
- Varronia chacoensis (Chodat) Borhidi, 1988
- Varronia chamaedryoides Willd. ex Roem. & Schult., 1819
- Varronia cinerascens (DC.) Borhidi, 1988
- Varronia clarendonensis Britton, 1914
- Varronia claviceps (Urb. & Ekman) Borhidi, 1988
- Varronia coloradiphila (Gilli) Borhidi, 1988
- Varronia corallicola (Ekman) Borhidi, 1988
- Varronia corchorifolia (A. DC.) Borhidi, 1988
- Varronia coriacea Moldenke, 1946
- Varronia corymbosa Desv., 1809
- Varronia costaricensis (I.M. Johnst.) Borhidi, 1988
- Varronia coyucana (I.M. Johnst.) Borhidi, 1988
- Varronia cremersii (Feuillet) Feuillet, 2008
- Varronia crenata Ruiz & Pav., 1799
- Varronia crenulata Sessé & Moc., 1893
- Varronia crenulata Pav. ex A. DC., 1845
- Varronia cuneiformis (DC.) Borhidi, 1988
- Varronia curassavica Jacq., 1760
- Varronia cylindristachya Ruiz & Pav., 1799
- Varronia dardani (Taroda) J.S. Mill., 2007
- Varronia dasycephala Desv., 1808
- Varronia dependens (Urb. & Ekman) Borhidi, 1988
- Varronia dichotoma Ruiz & Pav., 1799
- Varronia discolor (Cham.) Borhidi, 1988
- Varronia divaricata (Kunth) Borhidi, 1988
- Varronia duartei (Borhidi & O. Muñiz) Borhidi, 1988
- Varronia eggersii (K. Krause) J.S. Mill., 2007
- Varronia erythrococca (Griseb.) Moldenke, 1940
- Varronia exarata (Urb.) Borhidi, 1988
- Varronia fasciata (Leonard & Alain) Borhidi, 1988
- Varronia fasciculata (Urb. & Ekman) Borhidi, 1988
- Varronia ferruginea Lam., 1791 [1792]
- Varronia ferruginea Poir., 1797
- Varronia ferruginea Desv., 1809
- Varronia flava Andersson, 1855
- Varronia floribunda Desv., 1808
- Varronia foliosa (M. Martens & Galeotti) Borhidi, 1988
- Varronia galapagensis (Kuntze) Borhidi, 1988
- Varronia geniculata Pers., 1805
- Varronia gibberosa (Urb. & Ekman) Borhidi, 1988
- Varronia glandulosa (Fresen.) Borhidi, 1988
- Varronia globosa Jacq., 1760
- Varronia globulifera Willd. ex Cham., 1829
- Varronia grandiflora Desv., 1809
- Varronia graveolens (Kunth) Borhidi, 1988
- Varronia grisebachii (Urb.) Moldenke, 1946
- Varronia guanacastensis (Standl.) J.S. Mill., 2007
- Varronia guaranitica (Chodat & Hassl.) J.S. Mill., 2007
- Varronia guazumifolia Desv., 1808
- Varronia guianensis Desv., 1809
- Varronia haitiensis (Urb.) Borhidi, 1988
- Varronia harleyi (Taroda) J.S. Mill., 2007
- Varronia hermanniifolia (Cham.) Borhidi, 1988
- Varronia hispida (Benth.) Borhidi, 1988
- Varronia holguinensis (Borhidi & O. Muñiz) Borhidi, 1988
- Varronia hookeriana (Gürke) Borhidi, 1988
- Varronia humboldtii Willd. ex Roem. & Schult., 1819
- Varronia humilis Jacq., 1760
- Varronia iberica (Urb.) Borhidi, 1988
- Varronia inermis (Mill.) Borhidi, 1988
- Varronia integrifolia Desv., 1808
- Varronia interrupta (DC.) Borhidi, 1988
- Varronia intonsa (I.M. Johnst.) J.S. Mill., 2007
- Varronia intricata (C. Wright) Borhidi, 1988
- Varronia jacmeliana (K. Krause) Friesen, 1933
- Varronia jamaicensis (I.M. Johnst.) Borhidi, 1988
- Varronia jeremiensis (Urb. & Ekman) Borhidi, 1988
- Varronia johnstoniana J.I.M. Melo & D.D. Vieira, 2015
- Varronia krausiana (Killip) J.S. Mill.
- Varronia lamprophylla (Urb.) Borhidi, 1988
- Varronia lanata (Kunth) Borhidi, 1988
- Varronia lanceolata Borhidi, 1988
- Varronia lanceolata Desv., 1808
- Varronia lanceolata Willd. ex Cham., 1829
- Varronia lantanifolia J.S. Mill. & J.R.I. Wood, 2008
- Varronia lantanoides Willd. ex Cham., 1829
- Varronia lauta (I.M. Johnst.) J.S. Mill., 2007
- Varronia laxiflora (Kunth) Borhidi, 1988
- Varronia lenis (Alain) Borhidi, 1988
- Varronia leptoclada (Urb. & Britton) Millsp., 1909
- Varronia leucocalyx (Fresen.) Borhidi, 1988
- Varronia leucocephala (Moric.) J.S. Mill., 2007
- Varronia leucomalla (Taub.) Borhidi, 1988
- Varronia leucomalloides (Taroda) J.S. Mill., 2007
- Varronia leucophyctis (Hook. f.) Andersson, 1855
- Varronia lima Desv., 1808
- Varronia limicola (Brandegee) Friesen, 1933
- Varronia linearis Andersson, 1855
- Varronia linearis Pav. ex DC., 1845
- Varronia lineata L., 1759
- Varronia linnaei (Stearn) J.S. Mill., 2007
- Varronia lippioides (I.M. Johnst.) J.S. Mill., 2013
- Varronia longifolia Sessé & Moc., 1893
- Varronia longipedunculata Britton & P. Wilson, 1923
- Varronia lucayana Millsp., 1909
- Varronia macrocephala Desv., 1808
- Varronia macrodonta (Killip) J.S. Mill., 2007
- Varronia macrostachya Ruiz & Pav., 1799
- Varronia macrostachya Jacq., 1760
- Varronia mariana E.C.O. Chagas & Costa-Lima, 2018
- Varronia mariguitensis (Kunth) Borhidi, 1988
- Varronia marioniae (Feuillet) Feuillet, 2008
- Varronia mariquitensis (Kunth) Borhidi, 1988
- Varronia martinicensis Jacq., 1760
- Varronia martinicensis Aubl., 1775
- Varronia mayoi (Taroda) M. Stapf, 2010
- Varronia mexicana Friesen, 1933
- Varronia microcephala (Willd.) Borhidi, 1988
- Varronia microphylla Desv., 1809
- Varronia mirabiloides Jacq., 1760 [Select. Stirp. Amer. Hist. 41 (1763)]
- Varronia moensis (Alain) Moldenke, 1946
- Varronia mollis H. West ex DC., 1845
- Varronia mollissima (Killip) Borhidi, 1988
- Varronia monosperma Jacq., 1797
- Varronia multicapitata (Britton ex Rusby) J.S. Mill., 2013
- Varronia multicapitata (Britton ex Rusby) J.S. Mill., 2014
- Varronia multispicata (Cham.) Cham., 1988
- Varronia nashii (Urb. & Britton) Borhidi, 1988
- Varronia neowidiana (DC.) Borhidi, 1988
- Varronia nesophila (I.M. Johnst.) Borhidi, 1988
- Varronia nipensis (Urb. & Ekman) Borhidi, 1988
- Varronia nivea (Fresen.) Borhidi, 1988
- Varronia oaxacana (DC.) Friesen, 1933
- Varronia obliqua Ruiz & Pav., 1799
- Varronia oligodonta (Urb.) Borhidi, 1988
- Varronia oxyphylla (DC.) Borhidi, 1988
- Varronia paniculata Wikstr., 1827
- Varronia paraguariensis (Chodat & Hassl.) Borhidi, 1988
- Varronia parviflora (Ortega) Borhidi, 1988
- Varronia parviflora Ortega, 1798
- Varronia passa (I.M. Johnst.) Borhidi, 1988
- Varronia patens (Kunth) Borhidi, 1988
- Varronia paucidentata (Fresen.) Friesen, 1933
- Varronia pauciflora (Rusby) Borhidi, 1988
- Varronia pedunculosa (C. Wright ex Griseb.) Borhidi, 1988
- Varronia perroyana (Urb. & Ekman) Borhidi, 1988
- Varronia peruviana (Roem. & Schult.) Borhidi, 1988
- Varronia picardae (Urb.) Borhidi, 1988
- Varronia pilulifera Willd. ex Roem. & Schult., 1819
- Varronia podocephala (Torr.) Borhidi ex G. Campos & F. Chiang, 2012
- Varronia podocephala (Torr.) Borhidi, 1988
- Varronia poeppigii (DC.) Borhidi, 1988
- Varronia poliophylla (Fresen.) Borhidi, 1988
- Varronia polyantha (Benth.) Friesen, 1933
- Varronia polycephala Lam., 1791
- Varronia polystachya (Kunth) Borhidi, 1988
- Varronia portoricensis (Spreng.) Feuillet, 2012
- Varronia pringlei (B.L. Rob.) Friesen, 1933
- Varronia pyrifolia Willd. ex Roem. & Schult., 1819
- Varronia revoluta (Hook. f.) Andersson, 1855
- Varronia riparia (Kunth) Borhidi, 1988
- Varronia roraimae (I.M. Johnst.) J.S. Mill., 2007
- Varronia rosei (Killip) Borhidi, 1988
- Varronia rotundifolia (Ruiz & Pav.) A. DC., 1845
- Varronia rugosa Willd. ex Roem. & Schult., 1819
- Varronia rupicola (Urb.) Britton, 1925
- Varronia rusbyi (Britton ex Rusby) Borhidi, 1988
- Varronia salicina (DC.) Kuntze & Borhidi, 1988
- Varronia salviifolia (Juss. ex Poir.) Borhidi, 1988
- Varronia sangrinaria (Gaviria) J.S. Mill., 2007
- Varronia sauvallei (Urb.) Borhidi, 1988
- Varronia scaberrima Andersson, 1855
- Varronia schomburgkii (DC.) Borhidi, 1988
- Varronia scouleri (Hook. f.) Andersson, 1855
- Varronia scouleri (Hook. f.) Borhidi, 1988
- Varronia selleana (Urb.) Friesen, 1933
- Varronia serrata (L.) Borhidi, 1988
- Varronia serratifolia (Kunth) T.d.S. Silva, 2019
- Varronia sessilifolia (Cham.) Borhidi, 1988
- Varronia setigera (I.M. Johnst.) J.S. Mill., 2007
- Varronia setulosa (Alain) Borhidi, 1988
- Varronia shaferi Britton, 1920
- Varronia sinensis Lour., 1790
- Varronia sphaerocephala Willd. ex Roem. & Schult., 1819
- Varronia spicata Salzm. ex DC., 1845
- Varronia spinescens (L.) Borhidi, 1988
- Varronia stellata (Greenm.) Borhidi, 1988
- Varronia stenostachya (Killip ex Gaviria) J.S. Mill., 2007
- Varronia steyermarkii (Gaviria) J.S. Mill., 2007
- Varronia striata (Fresen.) Borhidi, 1988
- Varronia subtruncata (Rusby) Friesen, 1933
- Varronia suffruticosa (Borhidi) Borhidi, 1988
- Varronia tabogensis (Urb.) Borhidi, 1988
- Varronia tarodaea J.S. Mill., 2007
- Varronia teguorum Fern. Alonso & J.I.M. Melo
- Varronia toaensis (Borhidi & O. Muñiz) Borhidi, 1988
- Varronia tobagensis (Urb.) Borhidi, 1988
- Varronia tomentosa Lam., 1791
- Varronia truncata (Fresen.) Borhidi, 1988
- Varronia tuberosa Sessé & Moc., 1887 [1888]
- Varronia ulmifolia Dum. Cours., 1802
- Varronia urticacea (Standl.) Friesen, 1933
- Varronia urticifolia (Cham.) J.S. Mill., 2007
- Varronia utermarkiana (Borhidi) Borhidi, 1988
- Varronia vargasii J.S. Mill., 2013
- Varronia verbenacea (DC.) Borhidi, 1988
- Varronia villicaulis (Fresen.) Borhidi, 1988
- Varronia wagnerorum (R.A. Howard) Borhidi, 1988
- Varronia xinguana T.d.S. Silva & J.I.M. Melo, 2019